# Mirella D'Angelo

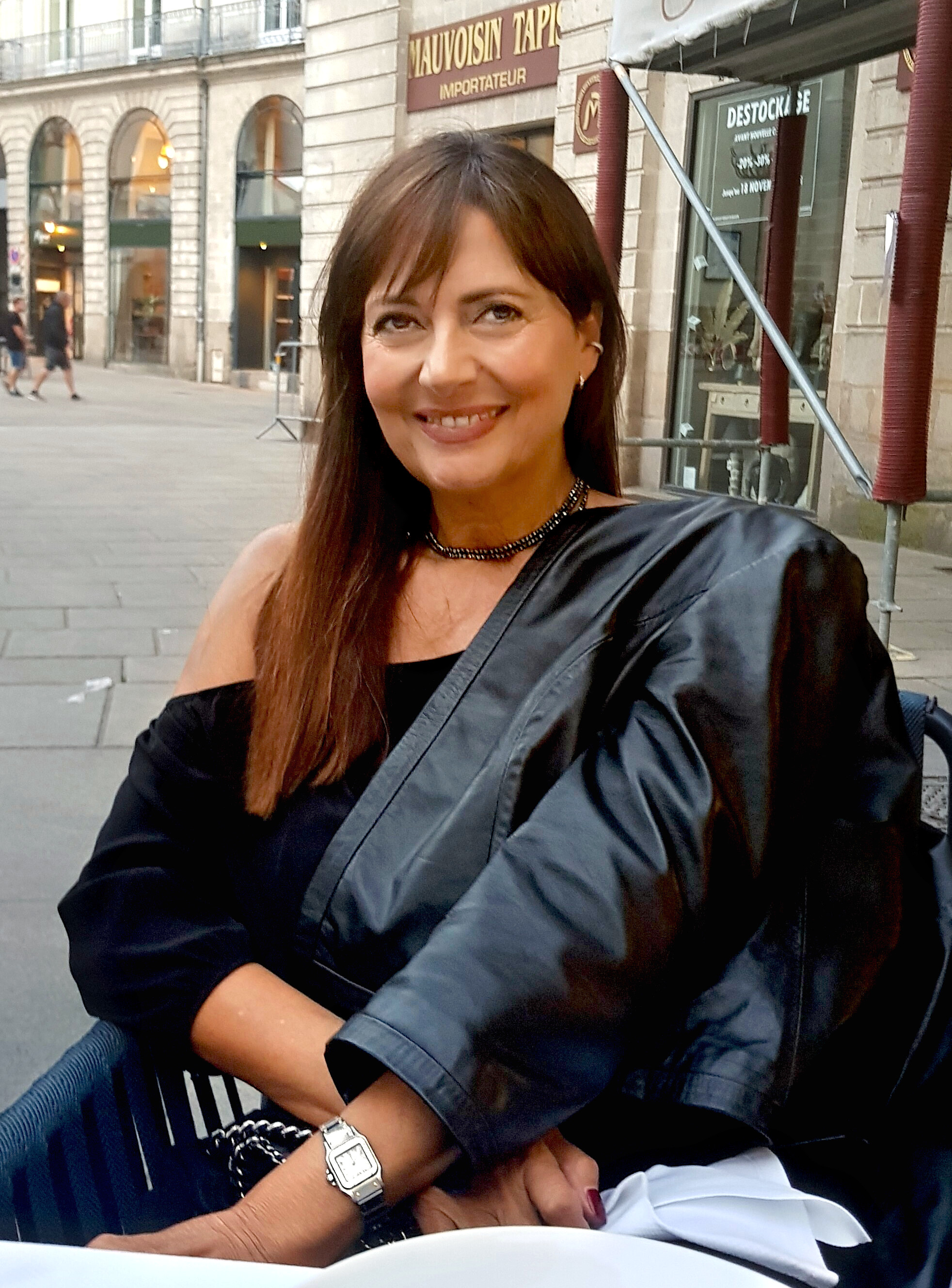
Mirella D'Angelo a Nantes 11 ottobre 2023

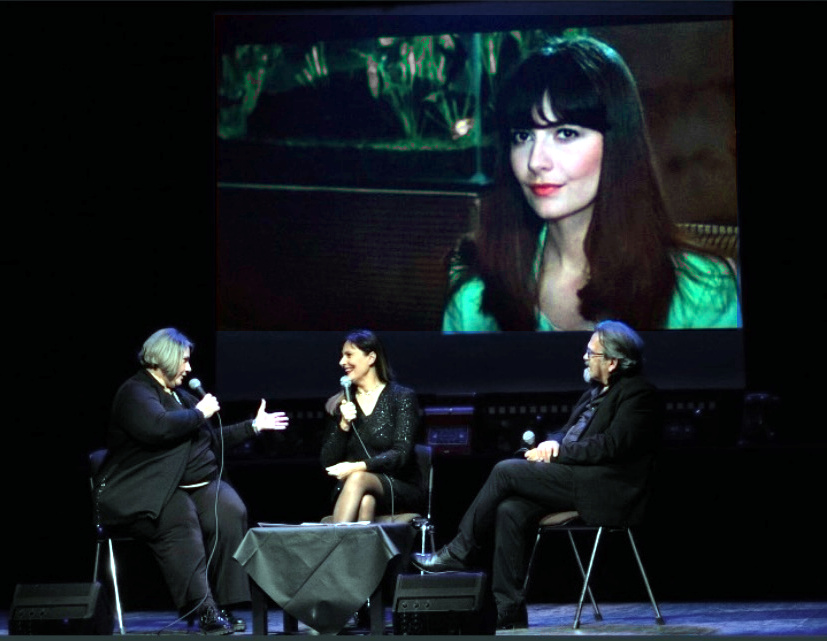
Mirella D'Angelo - Cagliari 2022

Mirella D'Angelo (Roma, 16 agosto 1956) è un'attrice italiana.

## Biografia
A soli 17 anni viene scelta dalla fotografa Eva Sereny per la copertina della rivista inglese The Sunday Times Magazine. Le fotografie vengono notate dal regista Paolo Breccia che le offre il ruolo femminile nel suo film Terminal, che verrà presentato al Festival di Venezia 1975. Dopo Terminal segue Italia a mano armata di Marino Girolami, in seguito recita nel film Caligola di Tinto Brass.
Nel 1977 frequenta i workshop di Frank Corsaro a New York, basati sul Metodo Stanislavskij, dove mostra un crescente interesse verso la recitazione. Nello stesso anno recita in La tigre è ancora viva: Sandokan alla riscossa! di Sergio Sollima, nel film per la TV Il ritorno di Casanova di Pasquale Festa Campanile, e nel film Turi e i Paladini di Angelo D'Alessandro.
Nel 1979 recita nel film per la TV Il treno per Istanbul di Gianfranco Mingozzi, e di seguito ottiene un ruolo ne La città delle donne di Federico Fellini; nel 1980 nel film-commedia Il piccione di piazza San Marco, con Jean-Paul Belmondo.
Nel 1982 è la protagonista del cortometraggio francese Smuggler, diretto da Florence Dewavrin e di seguito recita nel film Tenebre di Dario Argento.
Recita ne Il cavaliere, la morte e il diavolo di Beppe Cino e nell’epic-fantasy Hercules di Luigi Cozzi.
Debutta in teatro nel 1983 in Ricorda con rabbia, con regia di Daniele Griggio. Nella stagione 1985-1987 è in tournée in Italia con Commedia d’amore, con la regia di Giorgio Albertazzi.
È anche il volto per Oil of Olay, spot pubblicitario per l’America diretto da Michael Seresin. Nel 1987 recita nell’episodio L’impronta dell’assassino della miniserie Turno di notte.
In Argentina nel 1988, recita nel film Apartment Zero, con Colin Firth. Segue il film Maya, con la regia di Marcello Avallone.
Nel 1989 presenta sulla BBC un programma in 5 episodi dal titolo When in Italy.
Tornata al suo lavoro di attrice recita in un cameo per la TV italiana in Un cane sciolto di Giorgio Capitani e nel 1989, con la regia di Anthony Page, è nello sceneggiato The Nightmare Years. È poi in un film corale di Giorgio Molteni Il ritorno del grande amico (1990) e in due cortometraggi Lettura in nero di Antonello de Leo e Quel buio senza silenzio di Stefano Oreto. Nel 1991 è a Berlino per Dana Lech di Frank Blasberg.
Nel 1993 si trasferisce a Londra dove vivrà per più di 20 anni. Accetta una parte come guest star per la TV britannica in un episodio di Harry. Nel 1994 nasce sua figlia Angelica e Mirella decide di dedicarsi alla sua vita privata e familiare per molti anni; accetta però di lavorare con il regista inglese Peter Richardson in alcuni suoi lavori, come The Pope Must Die e The Glam Metal Detectives del 1995.
Nel 1997 è Chantal nel britannico Hard Men, un gangster dark-comedy movie diretto da J.K. Amalou. Nel 2008 recita nel film The Lunch in Fur, diretto dall’artista Ursula Mayer. Nel 2017 recita nella serie BBC Holby City e al ritorno in Italia nel 2018 partecipa al film sperimentale di Luigi Cozzi I piccoli maghi di Oz. Nel 2019 è insieme a Dario Argento nel videoclip di Insolito di Francesco Di Giacomo, per la regia di Fabio Massimo Iaquone. Nel 2022 appare nel film breve Sissy di Eitan Pitigliani. Nel 2023 Thomas Negovan realizza, con parte del materiale del film Caligola di Tinto Brass, il film Caligola: The ultimate cut, presentato al Festival di Cannes nel 2023 (IMDB) nella sezione Cannes Classics. Il film esce in USA il 16 Agosto 2024.

## Filmografia

### Cinema
- Terminal, regia di Paolo Breccia (1974)
- Italia a mano armata, regia di Marino Girolami (1976)
- La tigre è ancora viva: Sandokan alla riscossa!, regia di Sergio Sollima (1977)
- Porca società, regia di Luigi Russo (1978)
- Caligola, regia di Tinto Brass (1979)
- C'est dingue... mais on y va, regia di Michel Gérard (1979)
- Turi e i Paladini, regia di Angelo D'Alessandro (1979)
- Il ritorno di Casanova, regia di Pasquale Festa Campanile (1980)
- Corse a perdicuore, regia di Mario Garriba (1980)
- La città delle donne, regia di Federico Fellini (1980)
- Il piccione di piazza S. Marco (Le guignolo) , regia di Georges Lautner (1980)
- Putain d'histoire d'amour, regia di Gilles Béhat (1981)
- Smuggler, regia di Florence Dewavrin – cortometraggio (1982)
- Tenebre, regia di Dario Argento (1982)
- Hercules, regia di Luigi Cozzi (1983)
- Il cavaliere, la morte e il diavolo, regia di Beppe Cino (1983)
- Apartment Zero, regia di Martin Donovan (1988)
- Lettura in nero, regia di Antonello De Leo – cortometraggio (1989)
- Maya, regia di Marcello Avallone (1989)
- Il ritorno del grande amico, regia di Giorgio Molteni (1990)
- Quel buio senza silenzio, regia di Stefano Oreto – cortometraggio (1991)
- The Pope Must Die, regia di Peter Richardson (1991)
- Dana Lech, regia di Frank Blasberg (1992)
- Hard Men, regia di J.K. Amalou (1996)
- I piccoli maghi di Oz, regia di Luigi Cozzi (2018)
- Sissy, regia di Eitan Pitigliani – cortometraggio (2022)
- Caligula: The Ultimate Cut, regia di Thomas Negovan (2023) – tratto dal materiale del film Caligola di Tinto Brass

### Televisione
- L'inafferrabile Rainer (L'étrange monsieur Duvallier), regia Victor Vicas – miniserie TV (1979)
- Il treno per Istanbul, regia di Gianfranco Mingozzi – miniserie TV (1980)
- Embassy, regia di Robert Michael Lewis (1985)
- Turno di notte – serie TV (1987) - ideata da Dario Argento
- The Nightmare Years, regia di Anthony Page (1989)
- Un cane sciolto, regia di Giorgio Capitani – miniserie TV (1990)
- Der Schwammerlkönig, regia di Rüdiger Nüchtern (1988)
- Harry – serie TV (1993)
- Flash - Der Fotoreporter, regia di Gero Erhardt – miniserie TV (1993)
- The Glam Metal Detectives, regia di Peter Richardson (1995)

## Teatro
- Ricorda con rabbia (Look Back In Anger) di John Osborne, regia di Daniele Griggio (1983)
- Commedia d'amore (Romantic Comedy) di Bernard Slade, regia di Giorgio Albertazzi (1985)

## Doppiatrici italiane
- Vittoria Febbi: in Italia a mano armata
- Maria Pia Di Meo: in La tigre è ancora viva: Sandokan alla riscossa

## Videoclip
- 2019 – Insolito di Francesco Di Giacomo